# 2012 au cinéma
| Années du cinéma : 2009 - 2010 - 2011 - 2012 - 2013 - 2014 - 2015    |
| Décennies du cinéma : 1980 - 1990 - 2000 - 2010 - 2020 - 2030 - 2040 |

Cet article présente les faits marquants de l'année 2012 au cinéma.

## Festivals

### Berlin
- Le 62e festival s'est déroulé du 19 au 29 février 2012. Le réalisateur anglais Mike Leigh fut président du jury. Charlotte Gainsbourg et Jake Gyllenhaal font notamment partie du jury.

### Cannes
- France Le 65e Festival s'est déroulé du 16 au 27 mai 2012. Le réalisateur italien Nanni Moretti fut le président du jury. Diane Kruger, Ewan McGregor et Emmanuelle Devos font notamment partie du jury.

### Venise
- Italie La 68e Mostra s'est déroulée du 29 août au 8 septembre 2012. C'est le réalisateur américain Michael Mann qui a présidé le jury. Laetitia Casta faisait partie des membres du jury.

### Autres festivals
- du 17 au 22 janvier[1] : 15e Festival international du film de comédie de l'Alpe d'Huez ;
- du 19 au 29 janvier[2] : 28e Sundance Film Festival ;
- du 25 au 29 janvier[3] : 19e Fantastic'Arts de Gerardmer ;
- du 7 au 11 mars[4] : 14e festival du film asiatique de Deauville ;
- du 19 au 24 mars : 13e Festival international du film d'Aubagne - Music & Cinema[5] ;
- du 24 au 31 mars : 26e Festival international de films de Fribourg (FIFF) ;
- du 30 mars au 8 avril[6] : 34e festival international de films de femmes de Créteil ;
- du 4 au 9 juin[7] : 36e festival international du film d'animation d'Annecy ;
- du 30 juin au 10 juillet[8] : 10e festival Paris Cinéma (pays à l'honneur : Hong Kong) ;
- du 7 au 15 juillet : 12e Festival international du film fantastique de Neuchâtel
- du 1er au 11 août : 65e Festival de Locarno ;
- du 24 au 28 août[9] : 5e Festival du film francophone d'Angoulême ;
- du 31 août au 9 septembre[10] : 38e festival du cinéma américain de Deauville ;
- du 21 au 29 septembre : 60e Festival de Saint-Sébastien ;
- du 3 au 7 octobre : 23e édition du Festival du film britannique de Dinard ;
- du 5 au 14 octobre[11] : 18e Festival international des films gays, lesbiens et trans de Paris ;
- du 15 au 21 octobre : 4e Festival Lumière à Lyon ;
- du 26 au  3 novembre : 3e Samain du cinéma fantastique[12] ;
- du 20 au 25 novembre, 20e Festival du cinéma russe à Honfleur.

## Meilleurs films de l'année selon la presse et les organismes professionnels

### Sight and Sound(Royaume-Uni)
Ce classement n'a pas été établi par les seuls rédacteurs de la revue. 90 critiques professionnels de plusieurs pays furent sollicités pour le déterminer.
1. The Master 

2. Tabou 

3. Amour 

4. Holy Motors 

5.(ex-æquo) Les Bêtes du sud sauvage et Berberian Sound Studio 

7. Moonrise Kingdom 

8. Au-delà des collines 

9. Cosmopolis 

10. Il était une fois en Anatolie 

11. Ceci n'est pas un film

### Le Monde(France)
1. (ex-æquo) Tabou et Holy Motors 

3. In Another Country

4. 4 h 44 Dernier jour sur Terre

5. Damsels in Distress

### The New York Times(États-Unis)
1. Amour
2. Lincoln
3. Les Bêtes du sud sauvage
4. Footnote
5. The Master
6. Zero Dark Thirty
7. Django Unchained
8. Un amour de jeunesse
9. O Som ao Redor
10. The Grey

### Cahiers du cinéma(France)
1. Holy Motors
2. Cosmopolis
3. Twixt
4. 4 h 44 Dernier jour sur Terre (4:44 Last Day on Earth)
5. In another country
6. Take Shelter
7. Go Go Tales
8. Tabou
9. Faust
10. Keep the Lights On

### Time(États-Unis)
1. Amour
2. Les Bêtes du sud sauvage
3. Life of Pi
4. Anna Karenina
5. The Dark Knight Rises
6. Zero Dark Thirty
7. Dark Horse
8. Dragon
9. Frankenweenie
10. The Invisible War

### The Guardian(Royaume-Uni)
1. The Master
2. Ted
3. Amour
4. Silver Linings Playbook
5. Holy Motors
6. Ceci n'est pas un film
7. Il était une fois en Anatolie
8. Les Bêtes du sud sauvage
9. Alps
10. The Queen of Versailles

### Libération(France)
Classement intitulé Les 20 films essentiels de 2012. Par ordre de date de sortie dans les salles françaises.
- Bovines d’Emmanuel Gras
- Oslo, 31 août de Joachim Trier
- Fengming, chronique d'une femme chinoise de Wang Bing
- Les Adieux à la reine de Benoît Jacquot
- Twixt de Francis Ford Coppola
- Barbara de Christian Petzold
- Moonrise Kingdom de Wes Anderson
- Cosmopolis de David Cronenberg
- Camille redouble de Noémie Lvovsky
- Faust d'Alexandre Sokourov
- L'Été de Giacomo d’Alessandro Comodin
- Holy Motors de Leos Carax
- Laurence Anyways de Xavier Dolan
- Cinq ans de réflexion de Nicholas Stoller
- Damsels in Distress de Whit Stillman
- In another country de Hong Sang-soo
- Amour de Michael Haneke
- Marfa Girl de Larry Clark
- Tabou de Miguel Gomes
- 4 h 44 Dernier jour sur Terre d'Abel Ferrara

### Empire(Royaume-Uni & Australie)
1. The Avengers
2. Argo
3. The Dark Knight Rises
4. Skyfall
5. Les Bêtes du sud sauvage
6. Sightseers
7. Moonrise Kingdom
8. The Raid
9. Headhunters
10. De rouille et d'os
11. Life Of Pi
12. Chronicle
13. Holy Motors
14. Looper
15. The Descendants
16. The Imposter
17. Magic Mike
18. Young Adult
19. Amour
20. La Chasse

### Télérama(France)
1. Oslo, 31 août, de Joachim Trier
2. Take Shelter, de Jeff Nichols
3. Moonrise Kingdom, de Wes Anderson
4. Margin Call, de J. C. Chandor
5. Holy Motors, de Leos Carax
6. Tabou, de Miguel Gomes
7. Dans la maison, de François Ozon
8. Camille redouble, de Noémie Lvovsky
9. Amour, de Michael Haneke
10. The Deep Blue Sea, de Terence Davies
11. Les Adieux à la reine de Benoît Jacquot
12. Adieu Berthe (L'enterrement de mémé), de Bruno Podalydès
13. Killer Joe, de William Friedkin
14. De rouille et d'os, de Jacques Audiard
15. Elena, d'Andreï Zviaguintsev

### American Film Institute(États-Unis)
Par ordre alphabétique :
- Argo
- Les Bêtes du sud sauvage
- The Dark Knight Rises
- Django Unchained
- Les Misérables
- L'Odyssée de Pi
- Lincoln
- Moonrise Kingdom
- Happiness Therapy
- Zero Dark Thirty

### Les Inrockuptibles(France)
1. Holy Motors de Leos Carax
2. Tabou de Miguel Gomes
3. In another country d’Hong Sang-soo
4. Twixt de Francis Ford Coppola
5. Damsels in Distress de Whit Stillman
6. 4 h 44 Dernier jour sur Terre d’Abel Ferrara
7. Camille redouble de Noémie Lvovsky
8. Looper de Rian Johnson
9. Un monde sans femmes de Guillaume Brac
10. L'Âge atomique d’Héléna Klotz
11. Take Shelter de Jeff Nichols
12. L'Été de Giacomo d’Alessandro Comodin
13. Matins calmes à Séoul d’Hong Sang-soo
14. Barbara de Christian Petzold
15. Fengming, chronique d'une femme chinoise de Wang Bing
16. Laurence Anyways de Xavier Dolan
17. Moonrise Kingdom de Wes Anderson
18. Go Go Tales d’Abel Ferrara
19. Amour de Michael Haneke
20. Les Chants de Mandrin de Rabah Ameur-Zaïmeche

### The Village Voice(États-Unis)
1. The Master
2. Holy Motors
3. Moonrise Kingdom
4. Attenberg
5. The Loneliest Planet
6. De rouille et d'os
7. Ceci n'est pas un film
8. Anna Karenina
9. Chronicle
10. Django Unchained

### Cineuropa(Europe)
(Le classement ne tient compte que des films européens de l'année)
1. Holy Motors
2. La Chasse
3. Amour
4. Tabou
5. Skyfall

### L'Express(France)
1. La Taupe
2. (ex-æquo) Les Bêtes du sud sauvage et Les Invisibles
3. Les Adieux à la reine
4. Amour
5. De rouille et d'os
6. Oslo, 31 août
7. Sugar Man
8. (ex-æquo) Sur la planche et Laurence Anyways
9. Vous n'avez encore rien vu
10. Elena

### Le Nouvel Observateur(France)
1. Holy Motors (Léos Carax)

2. Amour (Michael Haneke)

3. (ex-æquo) Tabou (Miguel Gomes) et Camille redouble (Noémie Lvovsky)

5. (ex-æquo) De rouille et d'os (Jacques Audiard) et Skyfall (Sam Mendes)

7. Barbara (Christian Petzold)

8. Take Shelter (Jeff Nichols)

9. (ex-æquo) À perdre la raison (Joachim Lafosse) et Adieu Berthe (L'enterrement de mémé) (Bruno Podalydès)

### Studio Ciné Live(France)
1. Skyfall
2. Amour
3. Holy Motors
4. De rouille et d'os
5. Bullhead
6. Killer Joe
7. The Dark Knight Rises
8. Les Enfants loups, Ame et Yuki
9. Vous n'avez encore rien vu
10. (ex-æquo) Ted et Take Shelter

### Première(France)
1. La Taupe
2. De rouille et d'os
3. Take Shelter
4. Cogan : La Mort en douce
5. Cheval de guerre
6. Amour
7. The Impossible
8. Killer Joe
9. Guilty of Romance
10. Looper

### GQ(France)
1. Oslo, 31 août de Joachim Trier
2. 21 Jump Street de Phil Lord et Chris Miller
3. Go Go Tales d'Abel Ferrara
4. Dark Shadows de Tim Burton
5. Tabou de Miguel Gomes
6. Magic Mike de Steven Soderbergh
7. Millénium : Les Hommes qui n'aimaient pas les femmes (The Girl with the Dragon Tattoo) de David Fincher
8. Moonrise Kingdom de Wes Anderson
9. Take Shelter de Jeff Nichols
10. Jason Bourne : L'Héritage de Tony Gilroy

### Slate(États-Unis)
1. Amour
2. How to Survive a Plague
3. Lincoln
4. The Master
5. Once Upon a Time in Anatolia
6. The Queen of Versailles
7. Silver Linings Playbook
8. Take This Waltz
9. The Turin Horse
10. Zero Dark Thirty
11. The Central Park Five
12. The Grey
13. Holy Motors
14. Rust and Bone
15. This Is Not A Film

### The New Yorker(États-Unis)
1. (ex-æquo) Holy Motors et Moonrise Kingdom
2. The Master
3. (ex-æquo) Oki’s Movie et Ceci n'est pas un film

puis, sans ordre :
- To Rome with Love
- Tabu
- The Color Wheel
- The Deep Blue Sea
- Damsels in Distress
- Habemus Papam
- This Is 40
- Red Hook Summer
- Magic Mike
- Fake It So Real
- Bernie
- Chronicle
- Haywire
- The Comedy
- Bad Fever
- The Ballad of Genesis and Lady Jaye
- The Day He Arrives
- In Another Country
- Green
- La Folie Almayer
- Le Gamin au vélo
- Jeff, Who Lives at Home

## Récompenses

### Oscars
- La 84e cérémonie des Oscars se déroule le 26 février 2012. La soirée est animée par Billy Crystal.

Le film français The Artist reçoit cinq Oscars : celui du meilleur acteur pour Jean Dujardin, des meilleurs costumes, de la meilleure musique, du meilleur film, du meilleur réalisateur. Jean Dujardin est le premier Français récompensé aux Oscars dans cette catégorie.

### Golden Globes
- La 69e cérémonie des Golden Globes se déroule le 15 janvier 2012. La soirée est animée par Ricky Gervais.

### Césars
- La 37e cérémonie des Césars se déroule le 24 février 2012. La soirée est animée par Antoine de Caunes.

### Autres récompenses
- novembre :  20e Festival du cinéma russe à Honfleur : Grand prix : Voilà ce qui m'arrive (Со мною вот что происходит) (ru), 2012, de Viktor Chamirov (ru)
- Le prix Romy-Schneider est attribué à l'actrice franco-argentine Bérénice Bejo.

## Box-office

### France
| Classement | Titre                                          | Pays                  | Réalisateur                         | Box-Office France | Semaines      |
| ---------- | ---------------------------------------------- | --------------------- | ----------------------------------- | ----------------- | ------------- |
| 1          | Skyfall                                        |                       | Sam Mendes                          | 6 827 640         | 10 (en cours) |
| 2          | L'Âge de glace 4 : La Dérive des Continents    |                       | Steve Martino et Mike Thurmeier     | 6 588 883         | 21 (fin)      |
| 3          | Sur la piste du Marsupilami                    |                       | Alain Chabat                        | 5 302 691         | 12 (fin)      |
| 4          | La Vérité si je mens ! 3                       |                       | Thomas Gilou                        | 4 613 791         | 10 (fin)      |
| 5          | Avengers                                       |                       | Joss Whedon                         | 4 499 009         | 14 (fin)      |
| 6          | Twilight - Chapitre V : Révélation - 2e partie |                       | Bill Condon                         | 4 451 069         | 7 (en cours)  |
| 7          | The Dark Knight Rises                          |                       | Christopher Nolan                   | 4 385 032         | 14 (fin)      |
| 8          | Astérix et Obélix : Au service de Sa Majesté   |                       | Laurent Tirard                      | 3 757 457         | 11 (en cours) |
| 9          | Le Hobbit : Un voyage inattendu                | États-Unis d'Amérique | Peter Jackson                       | 3 443 572         | 3 (en cours)  |
| 10         | Madagascar 3 : Bons baisers d'Europe           |                       | E. Darnell, C. Vernon et T. McGrath | 3 343 463         | 25 (fin)      |
| 11         | Le Prénom                                      |                       | A. Patellière et M. Delaporte       | 3 337 191         | 20 (fin)      |
| 12         | Rebelle                                        |                       | Mark Andrews et Brenda Chapman      | 3 070 740         | 20 (fin)      |
| 13         | Taken 2                                        |                       | Olivier Megaton                     | 2 903 637         | 9 (fin)       |
| 14         | Les Seigneurs                                  |                       | Olivier Dahan                       | 2 715 019         | 8 (fin)       |
| 15         | The Amazing Spider-Man                         |                       | Marc Webb                           | 2 524 884         | 11 (fin)      |
| 16         | Sherlock Holmes : Jeu d'ombres                 |                       | Guy Ritchie                         | 2 367 762         | 8 (fin)       |
| 17         | Les Infidèles                                  |                       | Jean Dujardin, Gilles Lellouche...  | 2 301 045         | 10 (fin)      |
| 18         | Les Cinq Légendes                              |                       | Peter Ramsey                        | 2 265 747         | 5 (en cours)  |
| 19         | Men in Black 3                                 |                       | Barry Sonnenfeld                    | 2 127 999         | 13 (fin)      |

### États-Unis-Canada
| Rang | Titre                           | Pays | Réalisateur       | Box-Office    | Week-End |
| ---- | ------------------------------- | ---- | ----------------- | ------------- | -------- |
| 1.   | Avengers                        |      | Joss Whedon       | 623 357 910 $ | 22 (fin) |
| 2.   | The Dark Knight Rises           |      | Christopher Nolan | 448 139 099 $ | 21 (fin) |
| 3.   | Hunger Games                    |      | Gary Ross         | 408 010 692 $ | 24 (fin) |
| 4.   | Skyfall                         |      | Sam Mendes        | 304 360 277 $ | 18 (fin) |
| 5.   | Le Hobbit : Un voyage inattendu |      | Peter Jackson     | 303 003 568 $ | 19 (fin) |

### Monde
| Rang | Titre                  | Pays | Réalisateur                            | Box-office      | Week-end |
| ---- | ---------------------- | ---- | -------------------------------------- | --------------- | -------- |
| 1    | Avengers               |      | Joss Whedon                            | 1 511 757 910 $ | 22       |
| 2    | The Dark Knight Rises  |      | Christopher Nolan                      | 1 075 495 205 $ | 11       |
| 3    | L'Âge de glace 4       |      | Steve Martino Michael Thurmeier        | 849 924 030 $   | 12       |
| 4    | The Amazing Spider-Man |      | Marc Webb                              | 751 951 848 $   | 13       |
| 5    | Hunger Games           |      | Gary Ross                              | 686 533 290 $   | 24       |
| 6    | Madagascar 3           |      | Eric Darnell Conrad Vernon Tom McGrath | 638 832 292 $   | 17       |
| 7    | Men in Black 3         |      | Barry Sonnenfeld                       | 624 026 776 $   | 15       |
| 8    | Rebelle                |      | Mark Andrews                           | 515 668 624 $   | 15       |
| 9    | Ted                    |      | Seth MacFarlane                        | 434 197 300 $   | 14       |
| 10   | Prometheus             |      | Ridley Scott                           | 401 933 453 $   | 15       |

#### Box office des films français dans le monde en 2012
France : Avec 226 millions d'entrées (1409 millions d'euros ou 1902 millions de dollars) dans le monde pour les films français en 2012 (582 films sortis dans 84 pays), dont 82 millions d'entrées en France (520 millions d'euros), soit la quatrième meilleure année depuis 1985, et 144 millions d'entrées hors de France (889 millions d'euros), soit la meilleure année depuis au moins 1994 (depuis qu'uniFrance collecte les données), le cinéma français atteint une part de marché de 2,95 % des entrées en salle à travers le monde et de 4,86 % des recettes générées,. Trois films ont tout particulièrement contribué à cette année record : Taken 2, Intouchables et The Artist. Pour comparaison la part de marché des films anglais en 2012 est de 1,8 % en valeur et n'a jamais dépassé 2,8 % (obtenu en 2011) depuis 2002. 1409 millions d'euros auxquels se rajoutent 163,92 millions d'euros de ventes de films français en DVD et Blu-ray (record depuis au moins 2003).
En 2012, les films tournés en langue française se classent 4e en nombre d'entrées (145 millions) derrière les films tournés en langue anglaise (plus d'un milliard d'entrées rien qu'aux États-Unis), hindi (? : pas de données précises fiables), chinoise (275 millions en Chine plus quelques millions à l'étranger), et devant les films tournés en langue coréenne (115 millions d'entrées en Corée du Sud plus quelques millions à l'étranger) et japonaise (102 millions d'entrées au Japon plus quelques millions à l'étranger,, un record depuis 1973 et ses 104 millions d'entrées). Et 2e à l'exportation (c'est-à-dire en dehors des pays de langue maternelle française) après les films en langue anglaise, et largement devant les films en hindi, chinois, japonais, espagnol, coréen, russe, portugais, italien, allemand, arabe, cantonais ou bengali qui s'exportent peu (principalement dans la région environnante).

#### Box office des films coréens dans le monde en 2012
Corée du Sud : Avec 114 612 900 entrées (+ 38,3 %), les films coréens dépassent pour la première fois les 100 millions dans leur pays (à titre de comparaison il faut remonter à 1966 en France pour voir les films français faire plus de 115 millions d'entrées dans leur propre pays) et le nombre d’entrées toutes nationalités bat un record avec 194 892 244 (+ 21,9 %), soit presque autant qu'en France.

#### Box office des films espagnols dans le monde en 2012
Espagne : en 2012, le cinéma espagnol bat son record de 27 ans avec une part de marché de 19,3 % sur son territoire, les recettes internationales ont généré 151 millions d'euros (141 films sortis), soit plus que les recettes du cinéma espagnol dans son pays (110 millions d'euros), pour un total de 260 millions d'euros (350 millions d'USD).

#### Box office des films américains dans le monde en 2012
États-Unis : en 2012, les Majors n'ont sorti que 94 films (plus petit nombre depuis au moins 2003), les fameux "blockbusters" au budget moyen de 100 millions de dollars.

## Langues de tournage
Depuis 1914 sans exception l’anglais reste encore une fois la première langue de tournage en 2012 avec 4 455 films tournés en anglais, soit 54 % de la production mondiale. L'espagnol, deuxième langue de tournage depuis 1939 à quelques exceptions près reste cette année encore la deuxième langue de tournage avec 559 films tournés en espagnol, soit 7 % de la production mondiale. Le français se classe troisième, place habituelle en alternance avec le japonais depuis 1999, avec 386 films tournés en français, soit 5 % de la production mondiale, suivi de près par le japonais avec 373 films (4,5 %). Malgré l'idée répandue que Bollywood (assimilé à l’étranger au cinéma indien dans sa totalité) serait le plus gros producteur de films, le marché indien se répartit en de nombreuses langues dont l'hindi (langue du cinéma "Bollywood" proprement dit), le telugu et le tamoul en sont les principales langues de tournage en alternance selon les années. Seuls sont pris en compte les films ayant eu une sortie au cinéma effective, d'où seulement 281 films tournés en mandarin, cantonais, minnan et autres langues chinoises sur environ 400 films produits, une bonne partie d'entre eux n'ayant pas la chance d'obtenir une sortie au cinéma. L'absence presque totale du yoruba (2 films), principale langue de tournage au Nigeria (Nollywood), s'explique également par le fait que leur énorme production à petits budgets ne sort que directement en vidéo sans sortie cinéma.

## Principales sorties en salles en France

### Premier trimestre
| Sortie à Paris | Titre                                      | Pays                                            | Réalisateur                 | Distribution                                                            |  |
| -------------- | ------------------------------------------ | ----------------------------------------------- | --------------------------- | ----------------------------------------------------------------------- |  |
| 4 janvier      | Take Shelter                               | Drapeau des États-Unis                          | Jeff Nichols                | Michael Shannon, Jessica Chastain, Katy Mixon                           |  |
| 4 janvier      | Le Pacte                                   | Drapeau des États-Unis                          | Roger Donaldson             | Nicolas Cage, January Jones, Guy Pearce                                 |  |
| 4 janvier      | Anonymous                                  | Drapeau de l'Allemagne · Drapeau du Royaume-Uni | Roland Emmerich             | Rhys Ifans, Vanessa Redgrave, Joely Richardson                          |  |
| 4 janvier      | Louise Wimmer                              | Drapeau de la France                            | Cyril Mennegun              | Corinne Masiero, Jérôme Kircher, Anne Benoît                            |  |
| 4 janvier      | Les Acacias                                | Drapeau de l'Argentine · Drapeau de l'Espagne   | Pablo Giorgelli             | Germán de Silva, Hebe Duarte, Nayra Calle Mamani                        |  |
| 4 janvier      | Un jour mon père viendra                   | Drapeau de la France                            | Martin Valente              | Gérard Jugnot, François Berléand, Olivia Ruiz                           |  |
| 4 janvier      | Une nuit                                   | Drapeau de la France                            | Philippe Lefebvre           | Roschdy Zem, Sara Forestier, Samuel Le Bihan                            |  |
| 4 janvier      | Une vie meilleure                          | Drapeau de la France                            | Cédric Kahn                 | Guillaume Canet, Leïla Bekhti                                           |  |
| 11 janvier     | J. Edgar                                   | Drapeau des États-Unis                          | Clint Eastwood              | Leonardo DiCaprio, Armie Hammer, Naomi Watts                            |  |
| 25 janvier     | Sherlock Holmes : Jeu d'ombres             | Drapeau des États-Unis                          | Guy Ritchie                 | Robert Downey Jr., Jude Law, Stephen Fry                                |  |
| 1er février    | La Vérité si je mens ! 3                   | Drapeau de la France                            | Thomas Gilou                | Richard Anconina, José Garcia, Bruno Solo, Gilbert Melki, Vincent Elbaz |  |
| 8 février      | Underworld : Nouvelle Ère                  | Drapeau des États-Unis                          | Måns Mårlind et Bjorn Stein | Kate Beckinsale, India Eisley, Sandrine Holt                            |  |
| 8 février      | Dos au mur                                 | Drapeau des États-Unis                          | Asger Leth                  | Sam Worthington, Elizabeth Banks                                        |  |
| 8 février      | Star Wars : Episode I - La Menace Fantôme  | Drapeau des États-Unis                          | George Lucas                | Liam Neeson, Ewan McGregor, Natalie Portman                             |  |
| 15 février     | La Désintégration                          | Drapeau de la France                            | Philippe Faucon             | Rashid Debbouze, Yassine Azzouz, Ymanol Perset                          |  |
| 22 février     | Cheval de guerre                           | États-Unis                                      | Steven Spielberg            | Jeremy Irvine, Benedict Cumberbatch                                     |  |
| 29 février     | Le Territoire des loups                    | États-Unis                                      | Joe Carnahan                | Liam Neeson, Dallas Roberts                                             |  |
| 14 mars        | Projet X                                   | États-Unis                                      | Nima Nourizadeh             | Thomas Mann, Kirby Bliss Blanton                                        |  |
| 21 mars        | Hunger Games                               | États-Unis                                      | Gary Ross                   | Jennifer Lawrence, Josh Hutcherson                                      |  |
| 28 mars        | Les Pirates ! Bons à rien, mauvais en tout | États-Unis                                      | Peter Lord                  | Film d'animation voix de Hugh Grant, Salma Hayek                        |  |

### Deuxième trimestre
| Sortie à Paris | Titre                        | Pays                                          | Réalisateur                        | Distribution                                                        |
| -------------- | ---------------------------- | --------------------------------------------- | ---------------------------------- | ------------------------------------------------------------------- |
| 4 avril        | Sur la piste du Marsupilami  | France · Belgique                             | Alain Chabat                       | Alain Chabat, Jamel Debbouze, Fred Testot, Lambert Wilson           |
| 11 avril       | Battleship                   | États-Unis                                    | Peter Berg                         | Taylor Kitsch, Alexander Skarsgård, Rihanna                         |
| 18 avril       | Lock Out                     | Drapeau de la France · Drapeau des États-Unis | James Mather                       | Guy Pearce, Maggie Grace                                            |
| 25 avril       | Avengers                     | Drapeau deqs États-Unis                       | Joss Whedon                        | Robert Downey Jr., Chris Hemsworth, Mark Ruffalo, Samuel L. Jackson |
| 2 mai          | American Pie 4               | États-Unis                                    | Jon Hurwitz et Hayden Schlossberg  | Jason Biggs, Alyson Hannigan, Seann William Scott                   |
| 9 mai          | Dark Shadows                 | États-Unis                                    | Tim Burton                         | Johnny Depp, Eva Green, Michelle Pfeiffer                           |
| 23 mai         | Men in Black 3               | États-Unis                                    | Barry Sonnenfeld                   | Will Smith, Tommy Lee Jones, Josh Brolin                            |
| 30 mai         | Prometheus                   | États-Unis                                    | Ridley Scott                       | Noomi Rapace, Logan Marshall-Green, Idris Elba, Charlize Theron     |
| 6 juin         | Madagascar 3                 | États-Unis                                    | Eric Darnell                       | Film d'animation voix de Ben Stiller, Chris Rock, David Schwimmer   |
| 6 juin         | Le Grand Soir                | Drapeau de la France                          | Benoît Delépine et Gustave Kervern | Benoît Poelvoorde, Albert Dupontel                                  |
| 13 juin        | Blanche-Neige et le Chasseur | États-Unis                                    | Rupert Sanders                     | Charlize Theron, Chris Hemsworth                                    |
| 27 juin        | L'Âge de glace 4             | États-Unis                                    | Steve Martino et Michael Thurmeier | John Leguizamo, Ray Romano                                          |

### Troisième trimestre
| Sortie à Paris | Titre                               | Pays                                                                                       | Réalisateur              | Distribution |
| -------------- | ----------------------------------- | ------------------------------------------------------------------------------------------ | ------------------------ | --- |
| 4 juillet      | The Amazing Spider-Man              | États-Unis                                                                                 | Marc Webb                | Andrew Garfield, Emma Stone, Rhys Ifans, Irfan Khan, Stan Lee                                                                  |
| 18 juillet     | Le Lorax                            | États-Unis                                                                                 | Chris Renaud             | Animation voix de Danny DeVito, Ed Helms                                                                                       |
| 25 juillet     | The Dark Knight Rises               | États-Unis · Drapeau du Royaume-Uni                                                        | Christopher Nolan        | Christian Bale, Michael Caine, Gary Oldman, Anne Hathaway, Tom Hardy, Marion Cotillard, Joseph Gordon-Levitt et Morgan Freeman |
| 1er août       | Rebelle                             | Drapeau des États-Unis                                                                     | Mark Andrews             | Animation voix de Kelly Macdonald                                                                                              |
| 15 août        | Total Recall : Mémoires programmées | Drapeau des États-Unis                                                                     | Len Wiseman              | Colin Farrell, Kate Beckinsale, Bryan Cranston                                                                                 |
| 22 août        | Expendables 2 : Unité spéciale      | Drapeau des États-Unis                                                                     | Simon West               | Sylvester Stallone, Jason Statham, Terry Crews                                                                                 |
| 22 août        | L'Étrange Pouvoir de Norman         | Drapeau des États-Unis                                                                     | Sam Fell et Chris Butler | Kodi Smit-McPhee, Tucker Albrizzi, Anna Kendrick, Casey Affleck                                                                |
| 22 août        | Associés contre le crime            | Drapeau de la France                                                                       | Pascal Thomas            | Catherine Frot, André Dussollier                                                                                               |
| 22 août        | À perdre la raison                  | Drapeau de la Belgique                                                                     | Joachim Lafosse          | Niels Arestrup, Tahar Rahim, Émilie Dequenne                                                                                   |
| 29 août        | Superstar                           | Drapeau de la France                                                                       | Xavier Giannoli          | Kad Merad, Cécile de France, Louis-Do de Lencquesaing                                                                          |
| 29 août        | Moi, député                         | Drapeau des États-Unis                                                                     | Jay Roach                | Will Ferrell, Zach Galifianakis                                                                                                |
| 29 août        | David et Madame Hansen              | Drapeau de la France                                                                       | Alexandre Astier         | Isabelle Adjani, Alexandre Astier                                                                                              |
| 5 septembre    | The Secret                          | Drapeau des États-Unis                                                                     | Pascal Laugier           | Jessica Biel |
| 5 septembre    | Premium Rush                        | Drapeau des États-Unis                                                                     | David Koepp              | Joseph Gordon-Levitt, Jamie Chung, Michael Shannon, Dania Ramírez                                                              |
| 5 septembre    | Wrong                               | Drapeau de la France · Drapeau des États-Unis                                              | Mr. Oizo                 | Jack Plotnick, Éric Judor |
| 12 septembre   | Would You Have Sex with an Arab?    | Drapeau de la France                                                                       | Yolande Zauberman        | Juliano Mer-Khamis, Gideon Levy, Boogie Balagan                                                                                |
| 12 septembre   | Des hommes sans loi                 | Drapeau des États-Unis                                                                     | John Hillcoat            | Shia LaBeouf, Tom Hardy, Jessica Chastain                                                                                      |
| 12 septembre   | Voisins du troisième type           | Drapeau des États-Unis                                                                     | Akiva Schaffer           | Ben Stiller, Vince Vaughn, Jonah Hill, Richard Ayoade                                                                          |
| 12 septembre   | LOL USA                             | Drapeau des États-Unis                                                                     | Lisa Azuelos             | Miley Cyrus, Demi Moore, Ashley Greene, Douglas Booth                                                                          |
| 12 septembre   | Ce que le jour doit à la nuit       | Drapeau de la France · Drapeau de l'Algérie                                                | Alexandre Arcady         | Nora Arnezeder, Fu'ad Aït Aattou, Anne Parillaud, Vincent Pérez                                                                |
| 12 septembre   | Camille redouble                    | Drapeau de la France                                                                       | Noémie Lvovsky           | Noémie Lvovsky, Samir Guesmi, Riad Sattouf, Yolande Moreau                                                                     |
| 19 septembre   | Jason Bourne : L'Héritage           | Drapeau des États-Unis                                                                     | Tony Gilroy              | Jeremy Renner, Edward Norton, Rachel Weisz                                                                                     |
| 19 septembre   | Les Saveurs du palais               | Drapeau de la France                                                                       | Christian Vincent        | Catherine Frot, Jean d'Ormesson, Hippolyte Girardot                                                                            |
| 19 septembre   | The Big Year                        | Drapeau des États-Unis                                                                     | David Frankel            | Steve Martin, Jack Black, Owen Wilson                                                                                          |
| 26 septembre   | Les Seigneurs                       | Drapeau de la France                                                                       | Olivier Dahan            | José Garcia, Gad Elmaleh, Franck Dubosc                                                                                        |
| 26 septembre   | Resident Evil: Retribution          | Drapeau de l'Allemagne · Drapeau de la France · Drapeau du Canada · Drapeau des États-Unis | Paul W. S. Anderson      | Milla Jovovich, Sienna Guillory, Michelle Rodríguez                                                                            |

### Quatrième trimestre
| Sortie à Paris | Titre                                         | Pays | Réalisateur                                       | Distribution                                                       |
| -------------- | --------------------------------------------- | --- | ------------------------------------------------- | ------------------------------------------------------------------ |
| 3 octobre      | Taken 2                                       | Drapeau de la France · Drapeau des États-Unis                                                                   | Olivier Megaton                                   | Liam Neeson, Famke Janssen, Maggie Grace                           |
| 3 octobre      | Elle s'appelle Ruby                           | Drapeau des États-Unis                                                                                          | Jonathan Dayton et Valerie Faris                  | Paul Dano, Zoe Kazan, Antonio Banderas                             |
| 3 octobre      | Do Not Disturb                                | Drapeau de la France                                                                                            | Yvan Attal                                        | Yvan Attal, François Cluzet, Lætitia Casta                         |
| 3 octobre      | Kirikou et les Hommes et les Femmes           | Drapeau de la France                                                                                            | Michel Ocelot                                     | Romann Berrux, Awa Sène Sarr                                       |
| 3 octobre      | Pauline détective                             | Drapeau de la France                                                                                            | Marc Fitoussi                                     | Sandrine Kiberlain, Audrey Lamy, Claudio Santamaria                |
| 3 octobre      | Damsels in Distress                           | Drapeau des États-Unis                                                                                          | Whit Stillman                                     | Greta Gerwig, Adam Brody                                           |
| 10 octobre     | Ted                                           | États-Unis | Seth MacFarlane                                   | Mark Wahlberg, Mila Kunis                                          |
| 10 octobre     | Dans la maison                                | Drapeau de la France                                                                                            | François Ozon                                     | Fabrice Luchini, Kristin Scott Thomas, Emmanuelle Seigner          |
| 10 octobre     | Clochette et le Secret des fées               | Drapeau des États-Unis                                                                                          | Peggy Holmes                                      | Mae Whitman, Jesse McCartney                                       |
| 10 octobre     | Tous les espoirs sont permis                  | Drapeau des États-Unis                                                                                          | David Frankel                                     | Meryl Streep, Tommy Lee Jones, Steve Carell                        |
| 10 octobre     | Like Someone in Love                          | Drapeau du Japon                                                                                                | Abbas Kiarostami                                  | Rin Takanashi, Tadashi Okuno, Ryō Kase                             |
| 17 octobre     | Astérix et Obélix : Au service de Sa Majesté  | France | Laurent Tirard                                    | Édouard Baer, Gérard Depardieu, Fabrice Luchini, Catherine Deneuve |
| 17 octobre     | Bachelorette                                  | Drapeau des États-Unis                                                                                          | Leslye Headland                                   | Kirsten Dunst, Rebel Wilson, Isla Fisher                           |
| 17 octobre     | Paperboy                                      | Drapeau des États-Unis                                                                                          | Lee Daniels                                       | Zac Efron, Matthew McConaughey, Nicole Kidman                      |
| 17 octobre     | César doit mourir                             | Drapeau de l'Italie                                                                                             | Paolo et Vittorio Taviani                         | Cosimo Rega, Salvatore Striano                                     |
| 17 octobre     | Au galop                                      | Drapeau de la France                                                                                            | Louis-Do de Lencquesaing                          | Marthe Keller, Valentina Cervi, Alice de Lencquesaing              |
| 24 octobre     | Skyfall                                       | Drapeau des États-Unis · Drapeau du Royaume-Uni                                                                 | Sam Mendes                                        | Daniel Craig, Javier Bardem, Judi Dench                            |
| 24 octobre     | Stars 80                                      | Drapeau de la France                                                                                            | Frédéric Forestier                                | Richard Anconina, Patrick Timsit, Bruno Lochet                     |
| 24 octobre     | Amour                                         | Drapeau de la France · Drapeau de l'Autriche                                                                    | Michael Haneke                                    | Jean-Louis Trintignant, Isabelle Huppert, Emmanuelle Riva          |
| 24 octobre     | Le Jour des corneilles                        | Drapeau de la France · Drapeau de la Belgique                                                                   | Jean-Christophe Dessaint                          | Jean Reno, Lorànt Deutsch, Isabelle Carré                          |
| 24 octobre     | Journal d'un dégonflé : Ça fait suer !        | Drapeau des États-Unis · Drapeau du Canada                                                                      | David Bowers                                      | Zachary Gordon, Robert Capron, Steve Zahn                          |
| 31 octobre     | Looper                                        | Drapeau des États-Unis                                                                                          | Rian Johnson                                      | Joseph Gordon-Levitt, Bruce Willis                                 |
| 31 octobre     | Paranormal Activity 4                         | Drapeau des États-Unis                                                                                          | Henry Joost, Ariel Schulman                       | Katie Featherston, Brady Allen, Matt Shively                       |
| 31 octobre     | Un plan parfait                               | Drapeau de la France                                                                                            | Pascal Chaumeil                                   | Diane Kruger, Dany Boon, Alice Pol                                 |
| 31 octobre     | La Traversée                                  | Drapeau de la France                                                                                            | Jérôme Cornuau                                    | Michaël Youn, Fanny Valette, Émilie Dequenne                       |
| 31 octobre     | Frankenweenie                                 | Drapeau des États-Unis                                                                                          | Tim Burton                                        | Charlie Tahan, Winona Ryder, Michael Keaton                        |
| 31 octobre     | J'enrage de son absence                       | Drapeau de la France · Drapeau de la Belgique · Drapeau du Luxembourg                                           | Sandrine Bonnaire                                 | William Hurt, Alexandra Lamy                                       |
| 7 novembre     | Nous York                                     | Drapeau de la France                                                                                            | Géraldine Nakache et Hervé Mimran                 | Leïla Bekhti, Manu Payet, Géraldine Nakache                        |
| 7 novembre     | Sinister                                      | Drapeau des États-Unis                                                                                          | Scott Derrickson                                  | Ethan Hawke, Vincent D'Onofrio, Fred Dalton Thompson               |
| 7 novembre     | Argo                                          | Drapeau des États-Unis                                                                                          | Ben Affleck                                       | Bryan Cranston, Ben Affleck, John Goodman                          |
| 7 novembre     | ALF                                           | Drapeau de la France                                                                                            | Jérôme Lescure                                    | Alexandre Laigner, Alice Pehlivanyan, Jean-Pierre Loustau          |
| 14 novembre    | Twilight, chapitre IV : Révélation, 2e partie | États-Unis | Bill Condon                                       | Kristen Stewart, Robert Pattinson, Taylor Lautner                  |
| 14 novembre    | Le Capital                                    | Drapeau de la France                                                                                            | Costa-Gavras                                      | Gad Elmaleh, Gabriel Byrne, Bernard Le Coq                         |
| 14 novembre    | La Chasse                                     | Drapeau du Danemark                                                                                             | Thomas Vinterberg                                 | Mads Mikkelsen, Thomas Bo Larsen, Annika Wedderkopp                |
| 14 novembre    | Without                                       | Drapeau des États-Unis                                                                                          | Mark Jackson                                      | Joslyn Jensen, Ron Carrier, Darren Lenz                            |
| 14 novembre    | End of Watch                                  | Drapeau des États-Unis                                                                                          | David Ayer                                        | Jake Gyllenhaal, Michael Peña, Anna Kendrick                       |
| 14 novembre    | Après Mai                                     | Drapeau de la France                                                                                            | Olivier Assayas                                   | Clément Métayer, Lola Créton, Carole Combes                        |
| 14 novembre    | Rengaine                                      | Drapeau de la France                                                                                            | Rachid Djaïdani                                   | Slimane Dazi, Stéphane Soo Mongo, Nina Morato                      |
| 21 novembre    | Royal Affair                                  | Drapeau du Danemark · Drapeau de la Suède · Drapeau de la Tchéquie                                              | Nikolaj Arcel                                     | Mads Mikkelsen, Alicia Vikander, Mikkel Boe Følsgaard              |
| 21 novembre    | Une nouvelle chance                           | Drapeau des États-Unis                                                                                          | Robert Lorenz                                     | Clint Eastwood, Amy Adams, Justin Timberlake                       |
| 21 novembre    | Au-delà des collines                          | Drapeau de la Roumanie                                                                                          | Cristian Mungiu                                   | Cosmina Stratan, Cristina Flutur, Valeriu Andriuta                 |
| 21 novembre    | Thérèse Desqueyroux                           | Drapeau de la France                                                                                            | Claude Miller                                     | Audrey Tautou, Gilles Lellouche, Anaïs Demoustier                  |
| 21 novembre    | The Impossible                                | Drapeau de l'Espagne                                                                                            | Juan Antonio Bayona                               | Naomi Watts, Ewan McGregor, Geraldine Chaplin                      |
| 21 novembre    | Comme des frères                              | Drapeau de la France                                                                                            | Hugo Gélin                                        | François-Xavier Demaison, Nicolas Duvauchelle, Pierre Niney        |
| 21 novembre    | Les Lignes de Wellington                      | Drapeau de la France · Drapeau du Portugal                                                                      | Valeria Sarmiento et Raoul Ruiz                   | Nuno Lopes, Soraia Chaves, John Malkovich                          |
| 28 novembre    | Les Cinq Légendes                             | Drapeau des États-Unis                                                                                          | Peter Ramsey                                      | Hugh Jackman, Alec Baldwin, Jude Law                               |
| 28 novembre    | Silent Hill: Revelation 3D                    | Drapeau des États-Unis                                                                                          | Michael J. Bassett                                | Adelaide Clemens, Carrie-Anne Moss, Sean Bean                      |
| 28 novembre    | Populaire                                     | Drapeau de la France · Drapeau de la Belgique                                                                   | Régis Roinsard                                    | Romain Duris, Déborah François, Bérénice Bejo                      |
| 28 novembre    | Operación E                                   | Drapeau de la France · Drapeau de l'Espagne · Drapeau de la Colombie                                            | Miguel Courtois                                   | Martina Garcia, Luis Tosar, Gilberto Ramirez                       |
| 28 novembre    | Lola Versus                                   | Drapeau des États-Unis                                                                                          | Daryl Wein (en)                                   | Greta Gerwig, Zoe Lister-Jones, Hamish Linklater                   |
| 28 novembre    | Mauvaise Fille                                | Drapeau de la France                                                                                            | Patrick Mille                                     | Izïa Higelin, Carole Bouquet, Bob Geldof                           |
| 28 novembre    | Niko, le petit renne 2                        | Drapeau de l'Irlande · Drapeau du Danemark · Drapeau de la Finlande · Drapeau de l'Allemagne                    | Kari Juusonen, Jørgen Lerdam                      | Yvonne Catterfeld, Kari Hietalahti, Elina Knihtilä                 |
| 28 novembre    | Rebelle                                       | Drapeau du Canada                                                                                               | Kim Nguyen                                        | Rachel Mwanza, Alain Lino Mic Eli Bastien, Serge Kanyinda          |
| 28 novembre    | Tango libre                                   | Drapeau de la France · Drapeau de la Belgique                                                                   | Frédéric Fonteyne                                 | François Damiens, Sergi López, Jan Hammenecker                     |
| 5 décembre     | Les Mondes de Ralph                           | Drapeau des États-Unis                                                                                          | Rich Moore                                        | John C. Reilly, François-Xavier Demaison, Sarah Silverman          |
| 5 décembre     | Cogan : La Mort en douce                      | Drapeau des États-Unis                                                                                          | Andrew Dominik                                    | Brad Pitt, Ray Liotta, Richard Jenkins                             |
| 5 décembre     | Mais qui a retué Pamela Rose ?                | Drapeau de la France                                                                                            | Kad Merad et Olivier Baroux                       | Kad Merad, Olivier Baroux, Audrey Fleurot                          |
| 5 décembre     | Les Hauts de Hurlevent                        | Drapeau du Royaume-Uni                                                                                          | Andrea Arnold                                     | James Howson, Kaya Scodelario, Nichola Burley                      |
| 5 décembre     | Anna Karénine                                 | Drapeau du Royaume-Uni · Drapeau de la France                                                                   | Joe Wright                                        | Keira Knightley, Aaron Taylor-Johnson, Jude Law                    |
| 5 décembre     | Hors les murs                                 | Drapeau de la France · Drapeau de la Belgique · Drapeau du Canada                                               | David Lambert                                     | Matila Malliarakis, Guillaume Gouix, David Salles                  |
| 5 décembre     | Le noir (te) vous va si bien                  | Drapeau de la France                                                                                            | Jacques Bral                                      | Sofiia Manousha, Lounès Tazairt, Julien Baumgartner                |
| 5 décembre     | Arbitrage                                     | Drapeau des États-Unis · Drapeau de la Pologne                                                                  | Nicholas Jarecki                                  | Richard Gere, Susan Sarandon, Tim Roth                             |
| 5 décembre     | Trois mondes                                  | Drapeau de la France                                                                                            | Catherine Corsini                                 | Raphaël Personnaz, Clotilde Hesme, Arta Dobroshi                   |
| 5 décembre     | Hot Hot Hot                                   | Drapeau de la Belgique · Drapeau de l'Autriche · Drapeau du Luxembourg                                          | Beryl Koltz                                       | Joanna Scanlan, Gary Cady, Amber Doyle                             |
| 5 décembre     | Jours de pêche en Patagonie                   | Drapeau de l'Argentine                                                                                          | Carlos Sorín                                      | Alejandro Awada, Victoria Almeida                                  |
| 12 décembre    | Le Hobbit : Un voyage inattendu               | Drapeau de la Nouvelle-Zélande · Drapeau des États-Unis                                                         | Peter Jackson                                     | Martin Freeman, Ian McKellen, Andy Serkis                          |
| 12 décembre    | Ernest et Célestine                           | Drapeau de la France · Drapeau du Luxembourg · Drapeau de la Belgique                                           | Benjamin Renner, Vincent Patar et Stéphane Aubier | Lambert Wilson, Dominique Collignon-Maurin, Pauline Brunner        |
| 12 décembre    | Les Bêtes du sud sauvage                      | Drapeau des États-Unis                                                                                          | Benh Zeitlin                                      | Quvenzhané Wallis, Dwight Henry, Jonshel Alexander                 |
| 12 décembre    | Main dans la main                             | Drapeau de la France                                                                                            | Valérie Donzelli                                  | Valérie Lemercier, Jérémie Elkaïm, Valérie Donzelli                |
| 12 décembre    | Mes héros                                     | Drapeau de la France                                                                                            | Éric Besnard                                      | Josiane Balasko, Gérard Jugnot, Clovis Cornillac                   |
| 12 décembre    | Télé Gaucho                                   | Drapeau de la France                                                                                            | Michel Leclerc                                    | Sara Forestier, Éric Elmosnino, Emmanuelle Béart                   |
| 19 décembre    | Jean de la Lune                               | Drapeau de la France · Drapeau de l'Irlande · Drapeau de l'Allemagne                                            | Stephan Schesch                                   | Katharina Thalbach, Tomi Ungerer                                   |
| 19 décembre    | De l'autre côté du périph                     | Drapeau de la France                                                                                            | David Charhon                                     | Omar Sy, Laurent Lafitte, Sabrina Ouazani                          |
| 19 décembre    | L'Odyssée de Pi                               | Drapeau des États-Unis                                                                                          | Ang Lee                                           | Suraj Sharma, Gérard Depardieu, Irfan Khan                         |
| 19 décembre    | Le Monde de Charlie                           | Drapeau des États-Unis                                                                                          | Stephen Chbosky                                   | Logan Lerman, Emma Watson, Ezra Miller                             |
| 19 décembre    | Love Is All You Need                          | Drapeau de la France · Drapeau de l'Italie · Drapeau du Danemark · Drapeau de la Suède · Drapeau de l'Allemagne | Susanne Bier                                      | Trine Dyrholm, Pierce Brosnan, Kim Bodnia                          |
| 19 décembre    | 4 h 44 Dernier jour sur Terre                 | Drapeau des États-Unis · Drapeau du Chili · Drapeau de la France                                                | Abel Ferrara                                      | Willem Dafoe, Shanyn Leigh, Natasha Lyonne                         |
| 19 décembre    | Alex Cross                                    | Drapeau des États-Unis                                                                                          | Rob Cohen                                         | Tyler Perry, Edward Burns, Rachel Nichols                          |
| 26 décembre    | Jack Reacher                                  | Drapeau des États-Unis                                                                                          | Christopher McQuarrie                             | Tom Cruise, Rosamund Pike, Robert Duvall                           |
| 26 décembre    | Possédée                                      | Drapeau des États-Unis · Drapeau du Canada                                                                      | Ole Bornedal                                      | Jeffrey Dean Morgan, Kyra Sedgwick, Madison Davenport              |
| 26 décembre    | Maniac                                        | Drapeau des États-Unis                                                                                          | Franck Khalfoun                                   | Elijah Wood, America Olivo, Nora Arnezeder                         |
| 26 décembre    | Mon père va me tuer                           | Drapeau de la France · Drapeau de l'Italie                                                                      | Daniele Ciprì                                     | Toni Servillo, Giselda Volodi, Giuseppe Vitale                     |
| 26 décembre    | L'Homme qui rit                               | Drapeau de la France                                                                                            | Jean-Pierre Améris                                | Gérard Depardieu, Marc-André Grondin, Christa Theret               |
| 26 décembre    | Un enfant de toi                              | Drapeau de la France                                                                                            | Jacques Doillon                                   | Lou Doillon, Samuel Benchetrit, Malik Zidi                         |

## Principaux décès

### Premier trimestre
- 4 janvier  : Harry Fowler, 85 ans, acteur britannique ;
- 8 janvier  : Françoise Christophe, 88 ans, actrice française ;
- 13 janvier : Serge Lhorca, 93 ans, acteur français ;
- 14 janvier : Rosy Varte, 88 ans, actrice française ;
- 14 janvier : Mila Parély, 94 ans, actrice française ;
- 23 janvier : Bingham Ray, 57 ans, producteur américain ;
- 24 janvier : Vadim Glowna, 70 ans, acteur et réalisateur allemand ;
- 24 janvier : James Farentino, 73 ans, acteur américain ;
- 24 janvier : Theo Angelopoulos, 76 ans, cinéaste grec ;
- 26 janvier : Robert Hegyes (en), 60 ans, acteur américain ;
- 26 janvier : Ian Abercrombie, 77 ans, acteur britanno-américain ;
- 30 janvier : Frederick Treves, 86 ans, acteur britannique ;
- 3 février  : Zalman King, 69 ans, producteur, scénariste, acteur, réalisateur, directeur de la photographie américain
- 3 février  : Raj Kanwar, 50 ans, réalisateur, producteur et scénariste indien ;
- 3 février  : Ben Gazzara, 81 ans, acteur, réalisateur et scénariste américain ;
- 5 février  : Bill Hinzman (en), 75 ans, acteur américain ;
- 5 février  : Sam Coppola, 79 ans, acteur américain ;
- 8 février  : Laurent Perrin, 56 ans, réalisateur et scénariste français ;
- 8 février  : Philip Bruns, 80 ans, acteur américain ;
- 12 février : David Kelly, 82 ans, acteur irlandais ;
- 13 février : Sophie Desmarets, 89 ans, actrice française ;
- 13 février : Frank Braña, 77 ans, acteur espagnol ;
- 15 février : Jacques Duby, 89 ans, acteur français ;
- 16 février : Chikage Awashima, 87 ans, actrice japonaise ;
- 25 février : Erland Josephson, 88 ans, acteur suédois ;
- 2 mars : Gérard Rinaldi, 69 ans, acteur français ;
- 5 mars : Philip Madoc, 77 ans, acteur gallois ;
- 7 mars : Pierre Tornade, 82 ans, acteur français ;
- 19 mars : Ulu Grosbard, 83 ans, Réalisateur américain d'origine belge ;
- 13 mars : Michel Duchaussoy, 73 ans, acteur français ;
- 21 mars : Robert Fuest, 84 ans, Réalisateur et scénariste britannique
- 23 mars : Pierre Gérald, 105 ans, Acteur français, « doyen du cinéma ». ;
- 26 mars : Philippe Bruneau, 73 ans, Acteur et scénariste français ;
- 28 mars : Neil Travis, 75 ans, Monteur américain, Oscar du meilleur montage en 1991 pour Danse avec les loups ;

### Deuxième trimestre
- 3 avril : Danielle Bonel, 92 ans, actrice française ;
- 4 avril : Claude Miller, 70 ans, réalisateur français ;
- 11 avril : Julio Alemán, 78 ans, acteur mexicain ;
- 14 avril : William Finley, 69 ans, acteur américain ;
- 19 avril : Levon Helm, 71 ans, acteur et musicien américain ;
- 20 avril : Peter Carsten, 83 ans, acteur et producteur de cinéma allemand ;
- 28 avril : Patricia Medina, 92 ans, actrice anglaise ;
- 30 avril : George Murdock, 81 ans, acteur américain ;
- 2 mai : Digby Wolfe, 82 ans, acteur anglais ;
- 2 mai : Fernando Lopes, 76 ans, réalisateur portugais ;
- 6 mai : Kóstas Karrás, 75 ans, acteur et homme politique grec ;
- 6 mai : James Isaac, 51 ans, technicien des effets spéciaux et réalisateur américain ;
- 7 mai : Nathalie Nerval, 86 ans, actrice française, membre de la Comédie-Française (1977-2001) ;
- 10 mai : Joyce Redman, 96 ans, actrice irlandaise ;
- 10 mai : Günther Kaufmann, 64 ans, acteur allemand ;
- 16 mai : Monique Mélinand, 96 ans actrice française ;
- 29 mai : Kaneto Shindo, 100 ans, réalisateur japonais ;
- 2 juin  : Kathryn Joosten, 72 ans, actrice américaine ;
- 2 juin : Richard Dawson, 79 ans, acteur britannique ;
- 4 juin : Patrick Burgel, 65 ans, acteur et animateur français de radio ;
- 11 juin : Ann Rutherford, 91 ans, actrice américano-canadienne ;
- 16 juin : Giuseppe Bertolucci, 65 ans, réalisateur italien ;
- 19 juin : Richard Lynch, 76 ans, acteur américano-irlandais ;
- 19 juin : Anthony Bate, 84 ans, acteur britannique ;
- 26 juin : Nora Ephron, 71 ans, scénariste et réalisatrice américaine

### Troisième trimestre
- 2 juillet : Maurice Chevit, 88 ans, acteur et dramaturge français
- 3 juillet : Andy Griffith, 86 ans acteur, scénariste et producteur de cinéma américain
- 4 juillet : Eric Sykes, 89 ans acteur, scénariste et réalisateur britannique
- 7 juillet : Mouss Diouf, 47 ans, acteur français d'origine sénégalaise ;
- 8 juillet : Ernest Borgnine, 95 ans, acteur américain.
- 13 juillet : Sage Stallone, 36 ans, acteur
- 15 juillet : Tsilla Chelton, 93 ans, actrice et professeur d’art dramatique française
- 3 août : Marc Alfos, 56 ans, acteur français et comédien de doublage
- 3 septembre : Michael Clarke Duncan, 54 ans, acteur américain.
- 15 septembre : Pierre Mondy, 87 ans, acteur et metteur en scène français.
- 16 septembre : John Ingle, 84 ans, acteur américain.
- 22 septembre : Marcel Hanoun, 82 ans, cinéaste, photographe et écrivain français.
- 26 septembre : Johnny Lewis, 28 ans, acteur américain.
- 27 septembre : Herbert Lom, 95 ans, acteur britanno-tchèque.
- 30 septembre : Claude Brulé, 86 ans, acteur, réalisateur et scénariste français.

### Quatrième trimestre
- 5 octobre : Claude Pinoteau, 87 ans, réalisateur français ;
- 8 octobre : Marilou Diaz-Abaya, 57 ans, réalisatrice philippine ;
- 21 octobre : Yash Chopra, 80 ans, réalisateur, scénariste et producteur indien.
- 9 décembre : Daniel Gall, 74 ans, acteur français